# Cathédrale Saint-Paul d'Abidjan
Cette  cathédrale n’est pas la seule cathédrale Saint-Paul.
La cathédrale Saint-Paul d’Abidjan est la cathédrale de l'archidiocèse d'Abidjan. 

## Historique
Cette cathédrale a été bâtie par l'architecte italien Aldo Spirito, à Abidjan à l'initiative du président Félix Houphouët-Boigny. La première pierre de cette cathédrale a été bénie le 11 mai 1980 par le pape Jean-Paul II à l'occasion de sa première visite pastorale en Côte d'Ivoire,. Il a également consacré l'édifice achevé le 10 août 1985 lors d'une seconde visite dans ce pays. Le coût de réalisation de cette œuvre architecturale est estimé à 6 milliards de francs CFA. La cathédrale Saint-Paul est bâtie  sur une superficie de neuf hectares, sur l'ancien site de la préfecture et de l'ancienne prison. Aldo Spirito a reçu le prix "Europe Architecture 1982", pour cet édifice. C'est un bâtiment de 4 200 m2 en forme triangulaire, avec une capacité d'accueil de 4 500 places assises et 1 500 places debout. La forme triangulaire fait référence à la Sainte Trinité. La construction de la cathédrale a été entièrement financée par les populations par une collecte organisée en 1963 et 1964.
La cathédrale Saint-Paul d'Abidjan est l'émanation de l'église Saint-Paul du Plateau dont les premiers bâtiments ont été édifiés à Abidjan en 1913 et qui, devenue cathédrale Saint-Paul, a été bâtie en 1975 sur le site de l'imprimerie nationale.[pas clair]

## Annexe